# Ammothea hedgpethi
Ammothea hedgpethi is een zeespin uit de familie Ammotheidae. De soort behoort tot het geslacht Ammothea. Ammothea hedgpethi werd in 1959 voor het eerst wetenschappelijk beschreven door Utinomi. 